# Jurski park (roman)
Jurski park (engl. Jurassic Park) je naučnofantastični roman koji je 1990. godine napisao američki pisac i producent Majkl Krajton. Nakon velikog uspeha knjige, 1995. godine objavio je i nastavak pod nazivom Izgubljeni svet.
Knjiga govori o korporaciji InGen koja je genetskim inžinjeringom, odnosno rekonstrukcijom DNK iz praistorijskih fosila uspela stvoriti žive primerke davno izumrlih dinosaurusa. Svi oni su smešteni u kontrolisanim uslovima na izolovanom ostrvu u sred okeana u blizini obale Kostarike.
Knjiga je na srpskom jeziku objavljena 1993. godine, u prevodu Miće Milovanovića.

## Radnja
Milijarder Džon Hamond, direktor InGen korporacije na izolovanom ostrvu pod imenom Nublar blizu kostarikanske obale sa timom naučnika radi na genetskom oživljavanju dinosaurusa. Naučnici su koristili oštećene DNK dinosaurusa pronađene u krvi komaraca i krpelja koji su ostali fosilizovani u ćilibaru, a praznine u genetskom kodu su popunjene molekulima reptila i vodozemaca.
Na ostrvu gde su dinosaurusi smešteni napravljen je ceo tematski park koji je Džon planirao da komercijalizuje. Par manjih incidenata u parku počinje da plaši investitore koji razmišljaju da odustanu od projekta, ali ih Džon, da bi ih umirio poziva u obilazak parka. Stvari kreću po zlu kad glavni softverski programer Denis pokušava da izvede korporativnu špijunažu i gasi bezbednosne sisteme parka da bi ukrao embrione dinosaurusa. U tom pokušaju ga ubija dinosaurus i ne preostaje više niko ko ume ponovo da pokrene bezbednosne sisteme. Električne ograde su isključene i dinosaurusi izlaze iz ograđenih područja i napadaju osoblje parka i goste koji su pozvani u obilazak. Tad počinje njihova borba za opstanak protiv mnogo superiornijeg neprijatelja. Nekolicina preživelih uspeva da ponovo pokrene generatore kako bi dobili pomoć koja stiže od kostarikanske vojske koja evakuiše preživele i bombarduje ostrvo napalm bombama kako bi se uništili svi oblici života na ostrvu.

## Filmska adaptacija
Godine 1993. prema knjizi je snimljen istoimeni film u režiji Stivena Spilberga. Godine 1997. izašao je nastavak Park iz doba jure: Izgubljeni svet, da bi 2001. izašao treći po redu film Park iz doba jure 3. Godine 2015. izlazi novi film nazvan Svet iz doba jure, koga prate nastavci Svet iz doba jure: Uništeno kraljevstvo (2018) i Svet iz doba jure: Nadmoć (2022).

## Spoljašnje veze
- Zvanični sajt Архивирано на веб-сајту  (10. новембар 2021) Pristupljeno 10.11.2021.
- Jurassic Park movies review Pristupljeno 10.11.2021.